# Tostão (Fußballspieler)
Tostão (* 25. Januar 1947 in Belo Horizonte; bürgerlich Eduardo Gonçalves de Andrade) ist ein ehemaliger brasilianischer Fußballspieler, der mit der Seleção die Weltmeisterschaft 1970 in Mexiko gewann. Der südamerikanische Fußballer des Jahres von 1971 war auf Vereinsebene hauptsächlich für Cruzeiro EC in seiner Geburtsstadt aktiv, mit dem er 1966 die Taça Brasil gewann. Dieser Wettbewerb wurde vom nationalen Verband CBF 2010 als brasilianische Meisterschaft anerkannt.

## Karriere

### Nationalmannschaft, 1966–1972

#### Beginn
Am 15. Mai 1966 debütierte Tostão beim 1:1 der Seleção gegen Chile in São Paulo. Zwei Monate nach seinem Debüt in der brasilianischen Nationalmannschaft kam der 19-Jährige auch bei der WM 1966 in England zum Einsatz. Das Auftaktspiel bestritt Brasilien am 12. Juli gegen Bulgarien, das mit einem 2:0 für die Seleção endete. Die Tore schossen Pelé und Garrincha. Mit dem zweiten Gruppenspiel erlebte Tostão seinen Einstand beim WM-Turnier. Er ersetzte den verletzten Pelé beim Spiel gegen Ungarn am 15. Juli. An der Seite der Weltmeister von 1958 und 1962 – Gilmar, Bellini und Garrincha – egalisierte Tostão in der 14. Spielminute die 1:0-Führung. Die ungarische Führung bestand bereits seit der 2. Spielminute und war durch den Torjäger Ferenc Bene erzielt worden. Die Ungarn um ihren Star Flórián Albert gewannen gegen den Titelverteidiger mit 3:1 Toren. Das dritte Gruppenspiel bescherte Portugal als Gegner. Der überragende Eusébio trug erheblich zum portugiesischen 3:1-Sieg bei. Brasilien schied infolgedessen schon vor dem Viertelfinale der achten Fußball-WM aus.
Die Stimmung in Brasilien war Ende 1968 auf dem Tiefpunkt angelangt. Grund hierfür war die Niederlage vom 16. Juni gegen Deutschland sowie die Niederlage vom 24. Juni gegen die Tschechoslowakei. Ebenfalls verantwortlich war das enttäuschende 2:2-Unentschieden vom 14. Dezember gegen die deutsche Mannschaft von Bundestrainer Helmut Schön, das im heimischen Maracanã-Stadion zu verzeichnen war.

#### Fußball-Weltmeisterschaft 1970
Die Verantwortung für die Nationalmannschaft wurde João Saldanha übertragen. Der als „Profesor de Bola“ titulierte Trainer führte Brasilien 1969 wieder in die Erfolgsspur zurück. Die WM-Qualifikationsspiele gegen Venezuela, Kolumbien und Paraguay wurden mit 23:2 Toren und 12:0 Punkten abgeschlossen. Überragender Spieler des brasilianischen Teams war Tostão, der Mittelstürmer von Cruzeiro. Er erzielte zehn Treffer, einen mehr als Gerd Müller, und war somit der Rekordschütze der WM-Qualifikationsrunden. Das letzte Gruppenspiel fand am 31. August vor 183.341 Zuschauern im Maracanã-Stadion in Rio de Janeiro statt. Der Gegner der Seleção hieß Paraguay. Tostão entschied das Spiel zu Gunsten Brasiliens mit seinem Tor in der 79. Spielminute. Pelé äußerte sich zu jener Zeit folgendermaßen über Tostão: „Ich brauchte nur ein Spiel und wusste, dass dieser hochbegabte Junge wie ein Zwillingsbruder zu mir passen würde. Wenn ich den Ball führe, weiß er, wohin er laufen muß. Er ahnt förmlich meine Gedanken. Seit den Tagen von Coutinho habe ich mich mit keinem Stürmer so gut verstanden wie mit Tostão.“ 
Zwei Monate vor der WM in Mexiko wurde Trainer Saldanha nach verbandsinternen Differenzen durch Mário Zagallo abgelöst. 
Tostãos Karriere schien bereits beendet, da er unmittelbar nach den WM-Qualifikationsspielen in Houston/Texas eine komplizierte Augenoperation zu überstehen hatte. Erst zwei Wochen vor Turnierbeginn konnte er beim Länderspiel gegen Mexiko den neuen Coach von seiner Wiederherstellung überzeugen. Er sprang in letzter Minute auf den WM-Zug auf. Am 7. Juni fand in Guadalajara ein Gruppenspiel des WM-Turniers zwischen England und Brasilien statt. Am 1:0-Sieg der Brasilianer hatte Tostão großen Anteil. Er lieferte die exzellente Vorarbeit für das entscheidende Tor in der 59. Spielminute. Tostão trickste zunächst den Großteil der englischen Hintermannschaft vor Torwart Gordon Banks – mit Kapitän Bobby Moore – aus. Dann legte er den Ball halbrechts zu Pelé ab. Dieser passte mehr ahnend als sehend zum heranspurtenden Rechtsaußen Jairzinho. Jairzinho jagte den Ball schließlich ins lange Eck des Titelverteidigers. Im Viertelfinalspiel war Tostão der entscheidende Spieler. Gegen das peruanische Team um Trainer Didi gelangen ihm zwei Treffer. Entscheidend für den brasilianischen 4:2-Sieg waren zudem seine Torvorbereitungen. Hennes Weisweiler hielt fest: „Nur wer den unauffällig wirkenden, dabei eleganten und blitzschnell schaltenden Mittelstürmer scharf markiert, kann den brasilianischen Sturm in den Griff bekommen.“ Zumeist entzog sich Tostão der engen Deckung durch Zurückfallenlassen ins Mittelfeld. Seine Attacken baute er aus der Tiefe des Raumes auf. Tostão verfügte über eine enorme Ballsicherheit und Präzision im Abschluss. Beim Finale am 21. Juni bekämpfte ihn der eisenharte Vorstopper Roberto Rosato des AC Mailand in enger Manndeckung. Dadurch ergaben sich Freiräume für die Stürmer Pelé und Jairzinho und die offensivstarken Mittelfeldspieler Gérson und Rivelino. Brasilien gewann das Endspiel souverän mit 4:1 und brachte sich damit endgültig in den Besitz des Coupe Jules Rimet. Mit dem Gewinn der Weltmeisterschaft krönte „Pelé branco“, der Mann von Cruzeiro, seine Karriere als Fußballspieler.

#### Taça Independência
1972 folgte ein weiterer Titel: Brasilien hatte die, auch Mini-Copa genannte, Taça Independência organisiert. Dabei handelte es sich um ein vom 11. Juni bis 9. Juli anlässlich des 150. Jahrestages der Unabhängigkeit Brasiliens von Portugal ausgetragenes Fußballturnier. 20 Teams nahmen daran teil: 18 Nationalmannschaften und zwei Verbandsteams.
Ironischerweise kamen Brasilien und die ehemalige Kolonialmacht Portugal ins Finale am 9. Juli 1972 in Rio de Janeiro, das Brasilien mit 1:0 gewann. Das siegreiche Finale war Tostãos letztes Länderspiel.

### Vereine
Bis 1963 spielte Tostão bei América Mineiro in Belo Horizonte. Von 1963 bis 1972 zeigte er im Stadion Mineirão von Cruzeiro seine Fertigkeiten. 1972/73 beendete er wegen erneuter Augenbeschwerden vorzeitig seine Vereinslaufbahn bei CR Vasco da Gama. 
Bei den Jahrhundert-Wahlen kam er in Brasilien auf den fünften, in Südamerika auf den dreizehnten Rang.

### Karriereende
32 Tore hat er für die Seleção erzielt. Nach seinem Abschied, dem der Abschied Pelés vorausgegangen war, brachen schwere Zeiten für den dreifachen Weltmeister an. Er beendete seine Laufbahn im Alter von 27 Jahren wegen eines Problems mit seinem linken Auge, das seine Netzhaut beeinträchtigte und an welchem er hätte erblinden können.

## Leben nach dem Fußball
Tostão absolvierte erfolgreich ein Medizinstudium und praktizierte als Arzt. Ende der Neunziger kehrte er der Heilkunde enttäuscht den Rücken: „Mir wurde schmerzlich klar, dass der Mensch im brasilianischen Gesundheitswesen nichts, aber auch gar nichts zählt.“ Daraufhin wurde er Buchautor und zu einem der renommiertesten Zeitungskolumnisten in Brasilien.

## Erfolge
Nationalmannschaft
- Fußball-Weltmeisterschaft: 1970
- Taça Independência: 1972

Cruzeiro
- Staatsmeisterschaft von Minas Gerais: 1965, 1966, 1967, 1968
- Brasilianischer Meister: 1966

### Torschützenkönig
- Staatsmeisterschaft von Minas Gerais: 1965, 1966, 1967, 1968
- Brasilianischer Torschützenkönig: 1970 (12 Tore)

### Ehrungen
- Südamerikas Fußballer des Jahres: 1971
- Bola de Prata: 1972